# Арку-де-Баулье
Арку-де-Баулье (порт. Arco de Baúlhe)  —  район (фрегезия) в Португалии,  входит в округ Брага. Является составной частью муниципалитета  Кабесейраш-де-Башту. Находится в составе крупной городской агломерации Большое Минью. По старому административному делению входил в провинцию Минью. Входит в экономико-статистический  субрегион Аве, который входит в Северный регион. Население составляет 1808 человек на 2001 год. Занимает площадь 4,47 км².
Покровителем района считается Мартин Турский (порт. S.Martinho). 